# Субантарктичний пояс

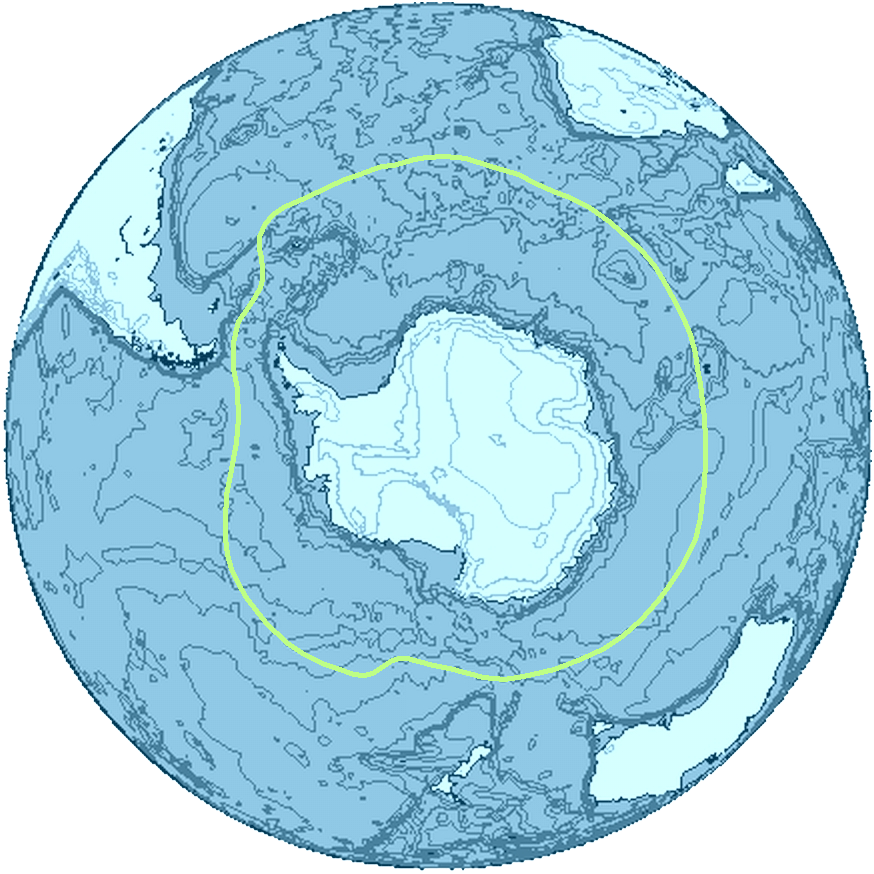
Приблизні межі субантарктичного поясу

Субантарктичний пояс, субантарктика, Субантарктика — природний географічний пояс у Південній півкулі, який межує з антарктичним поясом (Антарктикою) на півдні й помірним поясом на півночі.
Весь пояс — океанічний, з безліччю невеликих островів. Чітких меж пояс не має. Південна межа — північна частина або межа Південного океану (Течія Західних вітрів), на півночі до субантарктичних островів іноді відносять Тристан-да-Кунья й острів Амстердам з помірним морським кліматом. За іншими даними, кордон Субантарктики проходить між 65-67 ° і 58-60 ° південної широти. Пояс характеризується сильними вітрами, атмосферні опади — близько 500 мм на рік. У північній частині пояса опадів випадає більше.
Флора і фауна притаманні як для антарктичного поясу, так і для помірного, але зустрічаються й ендемічні види. Води багаті рибою, крілем і планктоном, поширені кити, поблизу островів — тюлені та пінгвіни.
Найбільші острови — Кергелен, Принс-Едуард, Крозе, Субантарктичні острови Нової Зеландії, Герд і Макдональд, Маккуорі, Естадос, Дієго-Рамірес, Фолклендські острови, Південна Джорджія, Південні Сандвічеві острови та ін., які розташовані в зоні океанічних луків, вкритих травами, лишайниками, рідше — чагарниками.